# Resolução 270 do Conselho de Segurança das Nações Unidas
A Resolução 270 do Conselho de Segurança das Nações Unidas aprovada em 26 de agosto de 1969, após um ataque aéreo de Israel no sul do Líbano, o Conselho condenou Israel e deplorou todos os incidentes, violando o cessar-fogo e a extensão da área de combate. O Conselho também declarou que tais violações graves do cessar-fogo não poderiam ser toleradas e que o Conselho teria que considerar medidas adicionais e mais eficazes, conforme previsto na Carta das Nações Unidas.
A resolução foi aprovada sem votação.